# Algorab
Algorab es el nombre de la estrella δ Corvi (δ Crv / 7 Crv), la tercera más brillante de la constelación de Corvus, el cuervo, detrás de Gienah Gurab (γ Corvi) y Kraz (β Corvi), con magnitud aparente +2,94. Precisamente junto con Gienah Gurab, es una de las estrellas que sirven de referencia para encontrar a la brillante Espiga (α Virginis).
Algorab es una estrella binaria cuyas componentes, de color blanco y anaranjado, forman un contraste muy interesante para la observación.

## Nombre
El nombre Algorab proviene del árabe ألغراب, Al-Ghurab, y significa «el cuervo».
En la astronomía china formaba, junto a Kraz (β Corvi), Gienah Gurab (γ Corvi) y Minkar (ε Minkar), el asterismo Tchin, que simbolizaba un carro de guerra.

## Características
Algorab A es una estrella blanca de tipo espectral A0V y 10.000 K de temperatura efectiva.
Brilla con una luminosidad equivalente a la de 48 soles.
Con un radio unas dos veces más grande que el radio solar, gira sobre sí misma rápidamente, siendo su velocidad de rotación proyectada de 236 km/s.
Muestra una composición química que difiere significativamente de la solar.
Algunos elementos, como circonio y sodio, son «sobreabundantes»; este último metal es 15 veces más abundante que en el Sol.
Por el contrario, otros elementos, como el estroncio, presentan niveles bajos; el contenido relativo de este elemento es 7 veces menor que en el Sol.
Algorab A posee una masa de 2,5 masas solares.
Algorab B es una enana naranja con una temperatura de aproximadamente 5000 K y una luminosidad igual al 30% de la luminosidad solar.
Muestra un exceso en la radiación infrarroja emitida, lo que indica la presencia de un disco circunestelar.
Es una estrella joven, con una edad de apenas 110 millones de años, que hace poco ha salido de la fase de estrella T Tauri y se está asentando en la secuencia principal. Las estrellas T Tauri son estrellas recién formadas a partir de gas y polvo interestelar, por lo que el disco que rodea a Algorab B puede ser el remanente que ha quedado después de su nacimiento.
La distancia mínima entre Algorab A y B es de 650 UA, siendo su período orbital de al menos 9400 años.
El sistema se encuentra a 87 años luz del sistema solar.